# Ansfrid d'Utrecht
Pour les articles homonymes, voir Ansfrid.

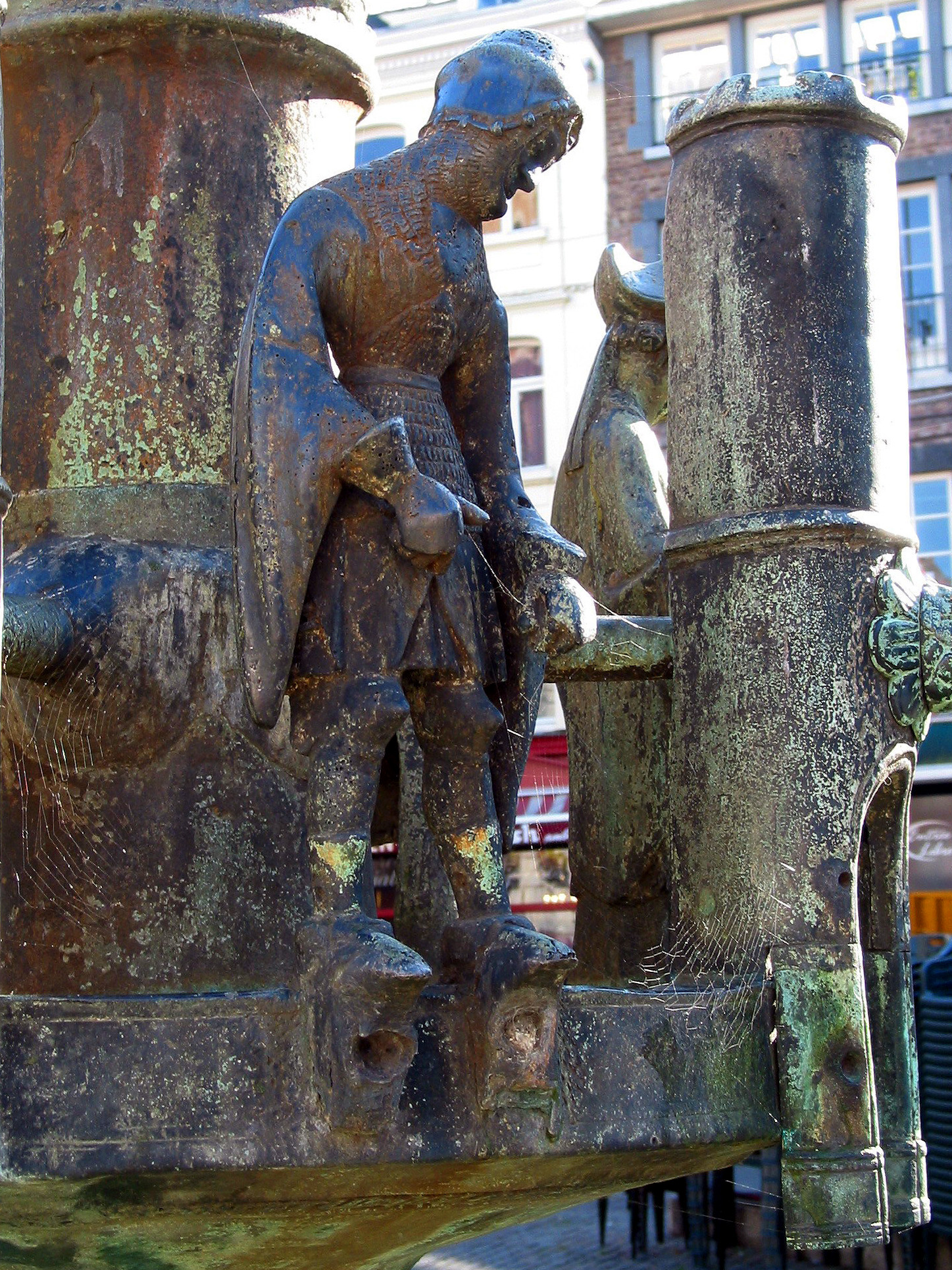
Saint Ansfrid

Saint Ansfrid (mort en 1010 au monastère du Mont-Sainte-Marie (ou de Hohorst) près de Leusden) est un comte lotharingien de Huy qui devint évêque d'Utrecht en 995.

## Biographie
Son père Lambert était le frère de Mathilde, l'épouse de Henri l'Oiseleur. Sa femme est appelée Hereswit ou Hilsuinde. Il ne paraît avoir eu qu'une fille, qui devint la première abbesse du monastère de Thorn.
Il était comte de Toxandrie, du Teisterbant, de Huy et de la partie occidentale de la Hesbaye avec Louvain et est donc est parfois cité comme comte de Brabant. Il possédait également le comté de Masau inférieur de la rive gauche (ou Moilla), où il fonda, en 992, l'abbaye de Thorn qui devint son sanctuaire de famille. Il fonda aussi l'abbaye de Hohorst, près d'Amersfoort. Il fut porte-étendard d'Otton Ier.
En 995, à la demande d'Otton III, Ansfrid se décida à accepter le siège épiscopal d'Utrecht, qu'il occupa jusqu'en 1010. Il avait essayé de résister aux instances de l'empereur ; il alléguait sa vie passée, toute militaire, qui semblait ne pas le destiner aux dignités ecclésiastiques ; Otton tint bon, et tout indique que sa naissance même le destinait à cet évêché, si souvent attribué à des membres de sa famille.
Une fois évêque d'Utrecht, il ne tarda pas à renoncer à ses bénéfices temporels. Dès le 7 juillet 985, son comté de Huy était transporté par Otton III à l'église de Liège. Entre 995 et 1008 il dispose de ses alleux de Toxandrie (Westerlo, Olen, Bouwel, Westmeerbeek, Hombeek, Deurne) en faveur de l'église d'Utrecht. Le comté de Toxandrie fut probablement partagé entre ses collatéraux. Le Teisterbant aussi passa à ce moment à son cousin Unroch, non sans qu'une notable portion n'en fût distraite en faveur de l'église d'Utrecht. La partie occidentale de la Hesbaye et Louvain passèrent à un fils de Régnier III, Lambert le Barbu. Dans le Masau, les droits qu'avaient exercés Ansfrid passèrent sans doute à son cousin Baldéric, époux d'Adèle du Hamalant.
En tant qu'évêque, il apporta à l'église d'Utrecht les domaines qu'Otton III lui avait assuré dans le comté de Frise et dans le Masalant inférieur, ainsi que des droits régaliens à Medemblik.

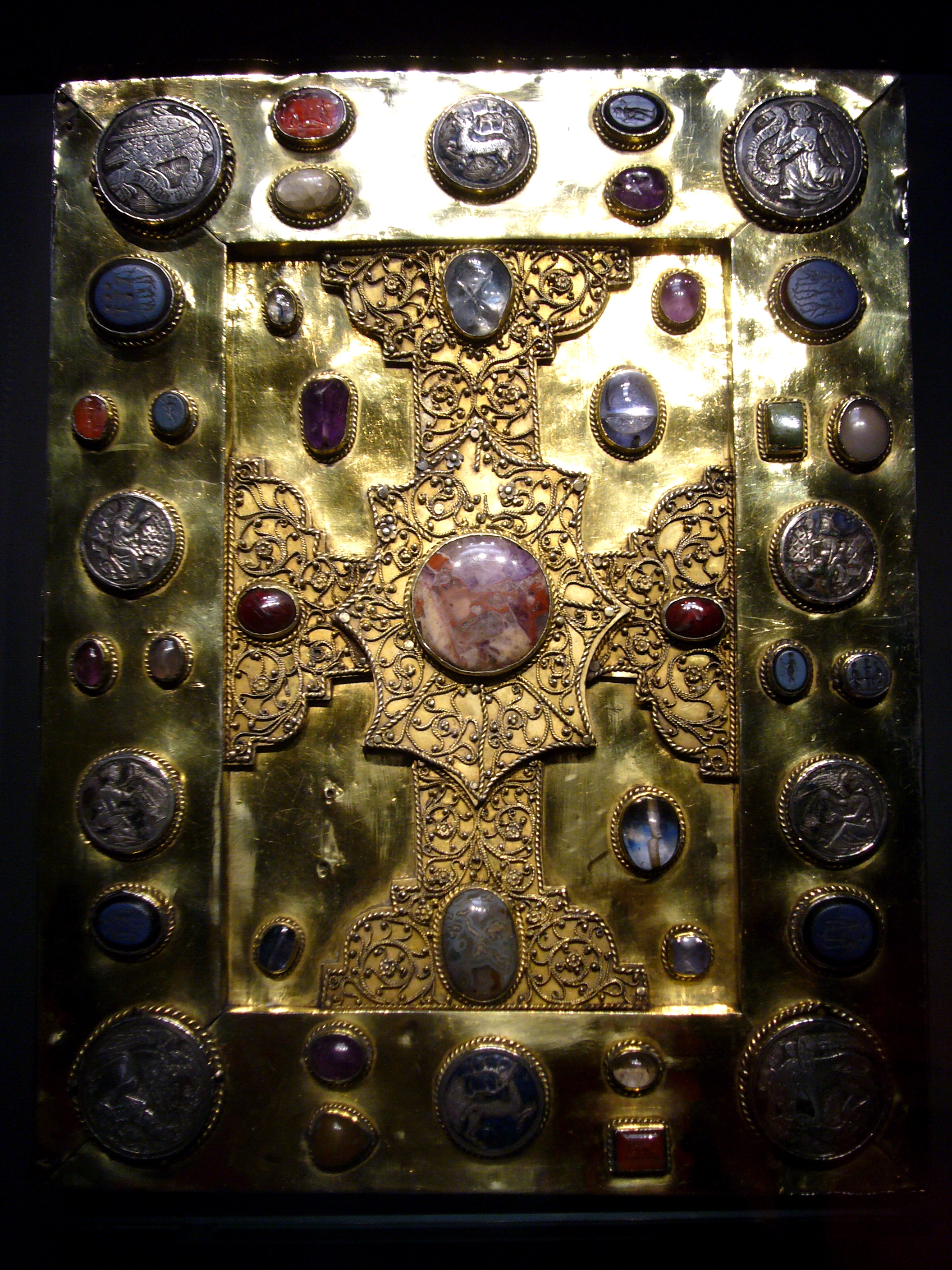
Le codex d'Ansfrid, offert par l'évêque au Dom d'Utrecht et conservé au Musée du couvent Sainte-Catherine à Utrecht.